# GIOVE
GIOVE (Galileo In-Orbit Validation Element, «element de validació en òrbita del Galileo») és una part integrant del sistema Galileo de posicionament mundial. Està format per un conjunt de dos satèl·lits (GIOVE-A i GIOVE-B) i diverses plataformes terrestres destinades al seu estudi i control.
Una de les principals missions dels satèl·lits experimentals del sistema Galileo és servir de rellotges de precisió. Els satèl·lits estan equipats amb els rellotges atòmics més precisos mai posats en òrbita. Cal dir que la precisió de l'hora indicada pels satèl·lits és la clau de l'èxit de la missió, el que farà possible reduir el marge d'error al mínim.
El seu nom és un homenatge a Galileo Galilei, ja que Giove és Júpiter en italià, un dels planetes estudiats per aquest científic, qui en va descobrir els quatre primers satèl·lits naturals. El nom també fa referència a la utilitat principal de Júpiter, que a l'època de Galileu era utilitzat com a rellotge astronòmic de precisió.

## GIOVE-A

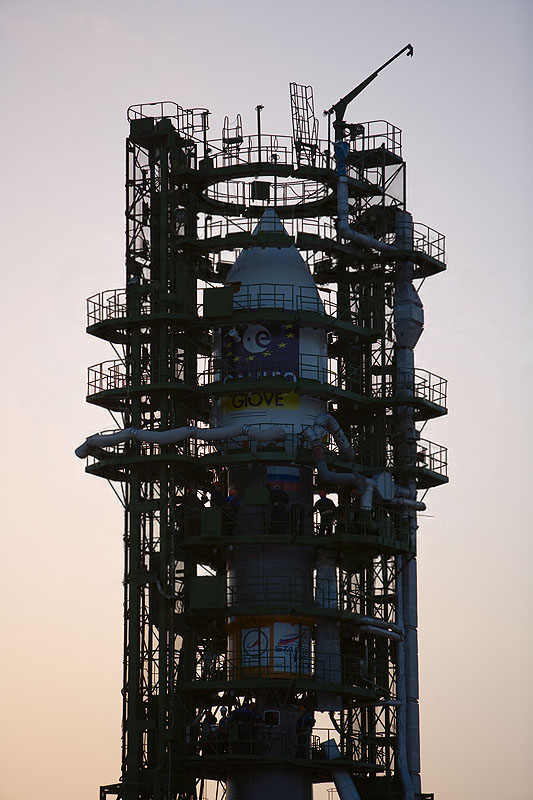
Dia de llançament de GIOVE-B

El GIOVE-A és el primer dels satèl·lits GIOVE posats en òrbita.
Aquest satèl·lit va ser anomenat GSTB-V2/A durant el seu desenvolupament i va ser posat en òrbita a finals del 2005. La seva missió era, bàsicament:
- comprovar la viabilitat de les òrbites reservades per Galileo
- comprovar l'efectivitat dels rangs de freqüències
- verificar la precisió i el comportament del rellotge atòmic de rubidi
- posar a prova el nou sistema de posicionament per làser

## Característiques
- Dimensions: 1,3 m x 1,8 m x 1,65 m
- Massa orbital: 600 kg
- Potència: 700 W (2 panells solars d'1,74 m)
- Propulsió: butà (50 kg)
- Temps de vida útil: 2 anys

Càrrega experimental: 
- 2 rellotges atòmics de rubidi
- antena per a la banda L
- generador de senyal Galileo
- matriu de refractors làser

## GIOVE-B
El GIOVE-B és el segon satèl·lit del Sistema Galileo dins de l'etapa de proves GIOVE. Incorpora instrumental de màxima precisió per concloure els estudis iniciats amb el GIOVE-A.

## Característiques
- Dimensions: 0,95 m x 0,95 m x 2,4 m
- Massa orbital: 523 kg
- Potència: 700 W (2 panells solars d'1,49 m)
- Propulsió: hidrazina (28 kg)
- Temps de vida útil: 2 anys

Càrrega experimental: 
- rellotge atòmic de rubidi
- rellotge atòmic d'hidrogen (máser d'H passiu)
- generador de senyal Galileo adaptable
- matriu de refractors làser